# سیارک ۱۷۳۱۱۷
سیارک ۱۷۳۱۱۷ (به انگلیسی: 173117 Promachus، نامگذاری:1973SA1) صد و هفتاد و سه هزار و صد و هفدهمین سیارک کشف شده‌است که در ۲۴ سپتامبر ۱۹۷۳ کشف شد.